# Mil Mi-4
El Mil Mi-4 (en ruso: Ми-4, designación USAF/DoD: Tipo 36, designación OTAN: Hound) fue un helicóptero de transporte fabricado en la Unión Soviética por la Fábrica de helicópteros Mil de Moscú para usos militares y civiles.

## Diseño y desarrollo

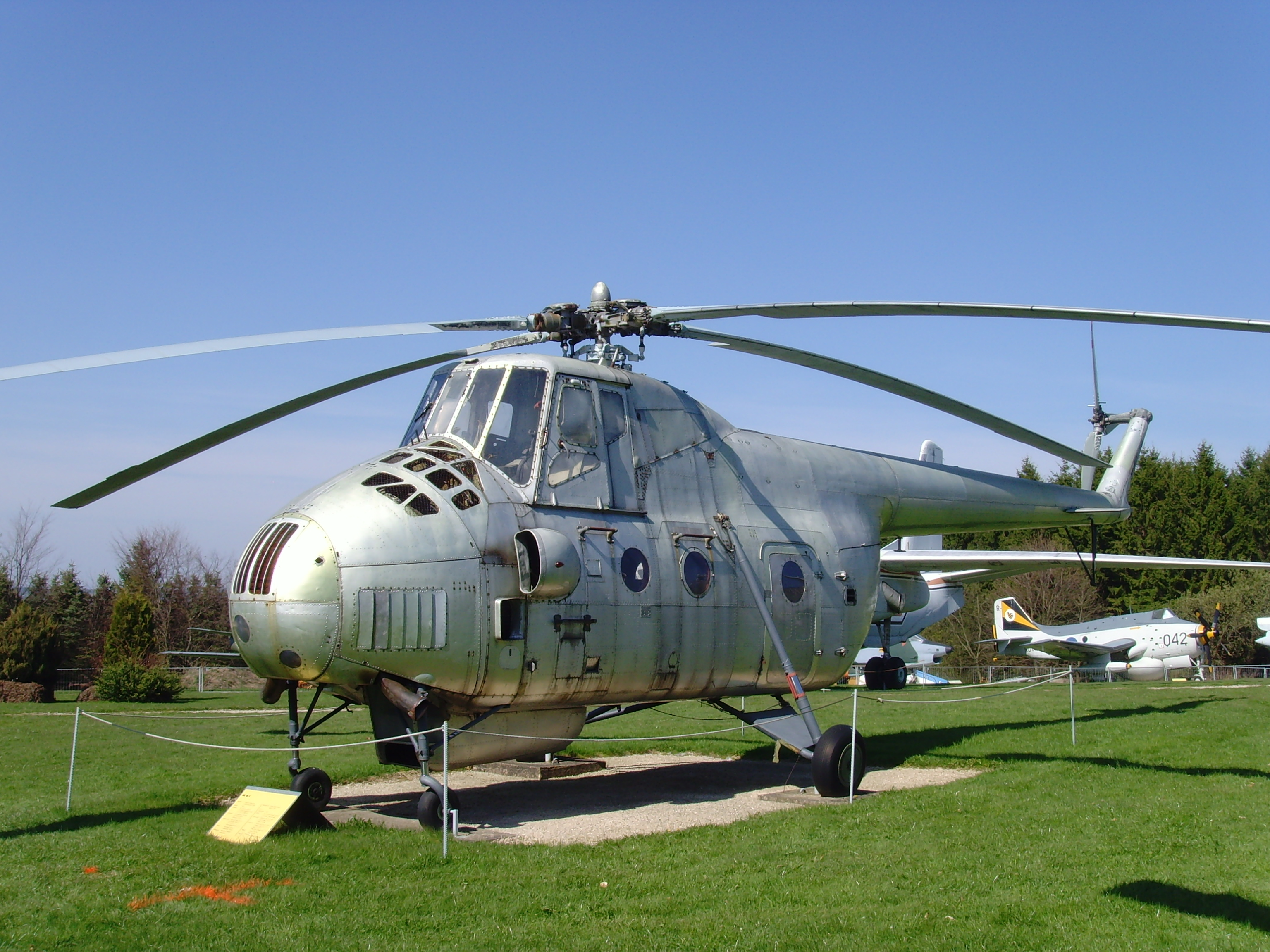
Exposición aérea Hermeskeil MIL MI 4

El Mi-4, originalmente designado Tipo 36 por los servicios de inteligencia de Estados Unidos y posteriormente conocido por la designación OTAN "Hound A", fue diseñado en respuesta al helicóptero H-19 Chickasaw y al despliegue de helicópteros de Estados Unidos durante la guerra de Corea. Si bien el Mi-4 se parece al H-19 Chickasaw se trata de un helicóptero más grande y con una mayor capacidad de carga. El primer modelo entró en servicio en 1952 y reemplazo al Mi-1. Este helicóptero fue visto por primera vez en 1952 durante el día de la aviación soviética en Túshino.
Un Mi-4 fue construido con un rotor desechable. Sirvió como un vehículo experimental para los futuros diseños de seguridad y expulsión del piloto.

## Historia operacional
El helicóptero de transporte Mi-4 sentó el inicio de la Aviación del Ejército Soviético, fue ampliamente utilizado tanto en las fuerzas armadas como en la economía nacional y durante varias décadas siguió siendo el principal tipo de helicóptero en el inventario de las Fuerzas Armadas Soviéticas y del Flota aérea civil. El Mi-4 quedó fuera de servicio con el desarrollo del Mi-8. Ya no es utilizado por la Fuerza Aérea Rusa, aunque se mantuvo en servicio en algunos países como un helicóptero utilitario o como un transporte militar un poco más. Se pensaba que Albania era el último país que usaba el helicóptero y para 2005 todos estaban fuera de servicio. El Mi-4 jugó un papel muy importante en la guerra de Liberación de Bangladés en 1971. El Mi-4 fue el caballo de batalla de la Fuerza Aérea de la India que cubría el rol de elevación media en ese momento. Una exitosa operación heli-transportada, el Puente Meghna Heli, utilizando los Mi-4, ayudó a la División de Montaña 57 del Ejército Indio a despejar el río Meghna. El ascenso de un batallón de tropas indias a las afueras de Sylhet fue la primera operación heli-transportada por el ejército indio.
Al igual que el UH-1 Huey, luego de que fue gradualmente eliminado del servicio militar, se usó en varios roles domésticos: búsqueda y rescate, extinción de incendios, expedición polar, helicópteros de carga en sitios de construcción, vuelos comerciales y muchos otros.
Un vídeo oficial de una competición de habilidades de vuelo de combate de la Fuerza Aérea de Corea del Norte lanzado en 2014 muestra que el Mi-4 todavía está en servicio limitado en Corea del Norte.

## Variantes

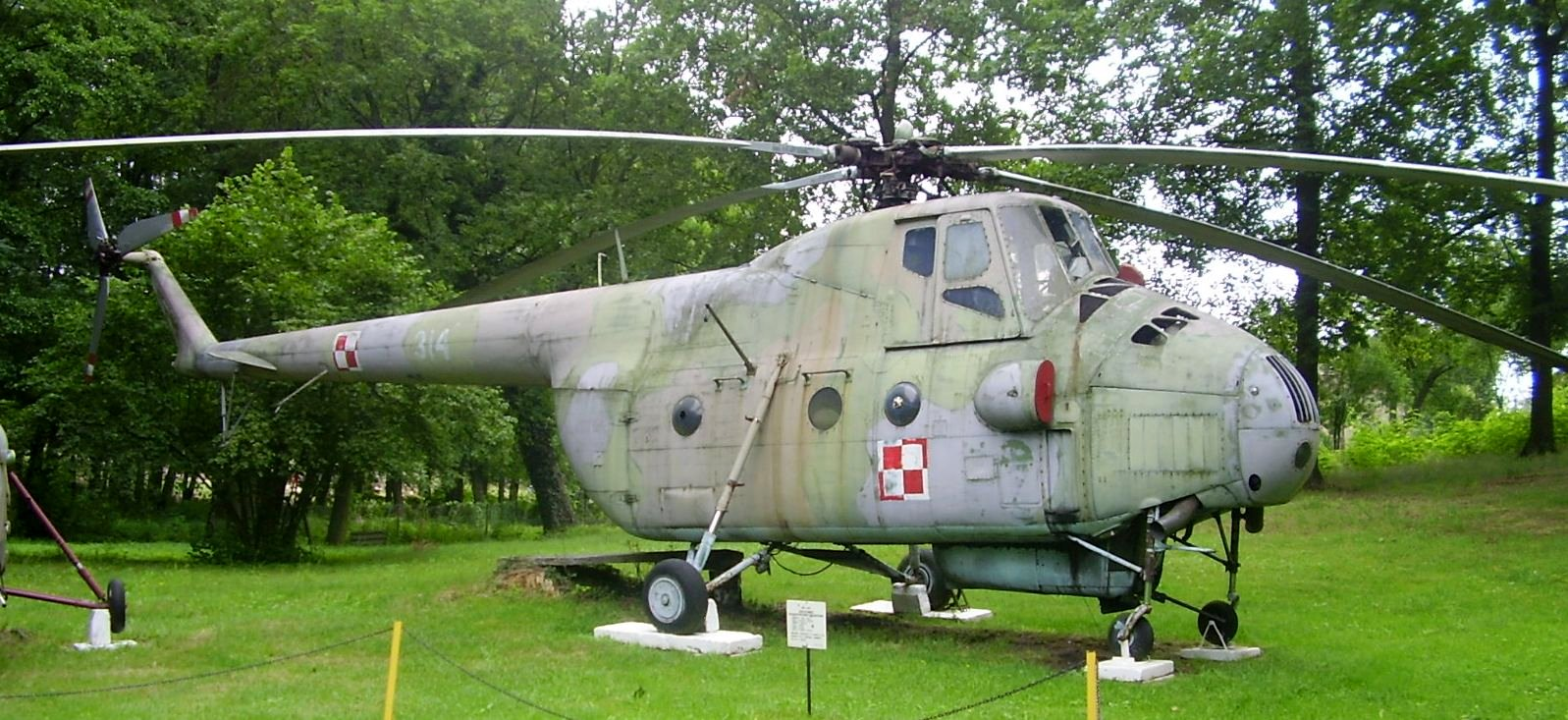
Mi-4A usado por la Fuerza Aérea Polaca.

Mi-4 (NATO - Hound-A)
Versión básica de producción.
Mi-4A
Versión de transporte armado.
Mi-4L
Versión de seis asientos y transporte VIP.
Mi-4M (NATO - Hound-C)
Versión armada de apoyo cercano.
Mi-4P
Helicóptero de transporte civil , con capacidad de entre 8 y 11 pasajeros , con capacidad de ambulancia aérea.
Mi-4PL (NATO - Hound-B)
Versión antisubmarina.
Mi-4S Salón
Versión de transporte VIP.
Mi-4Skh
Helicóptero multirol para la agricultura, con un gran contenedor de químicos en la cabina. También fue usado  como helicóptero antiincendios.
Harbin Z-5
Helicóptero de transporte militar chino. Versión china de producción.
Xuanfeng
Helicóptero de transporte civil chino. Versión china de producción.

## Operadores

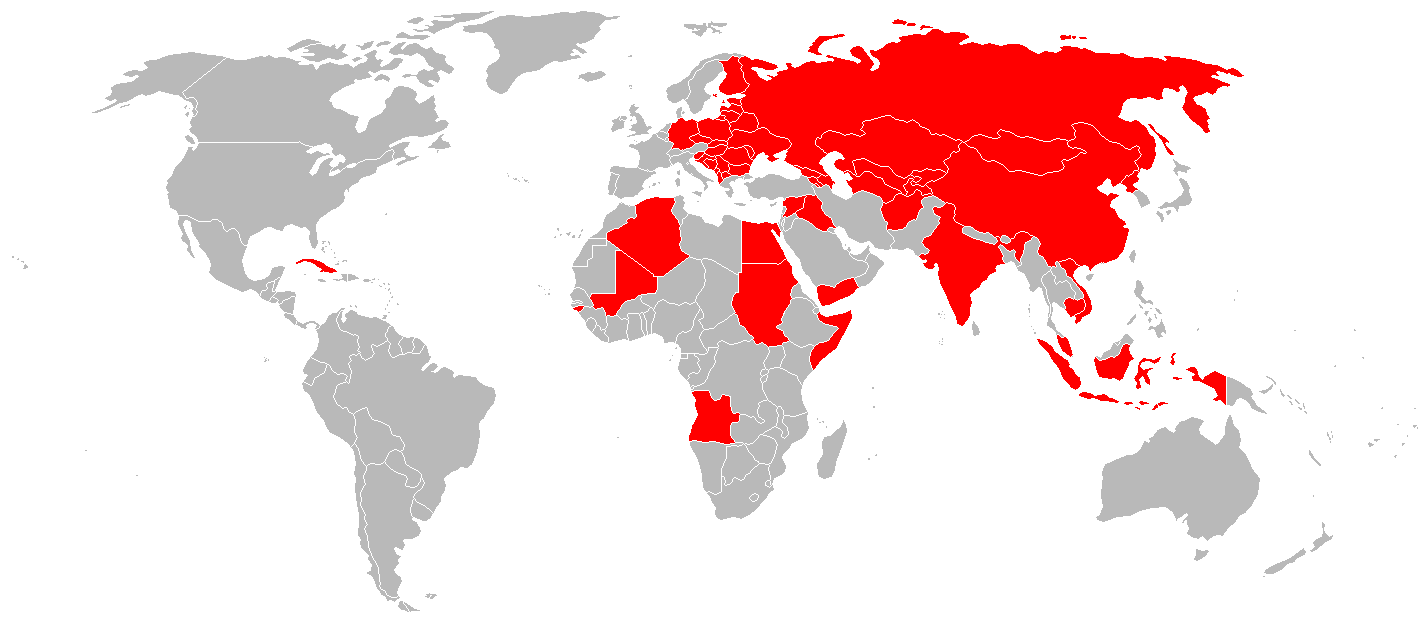
Países usuarios del Mil Mi-4..

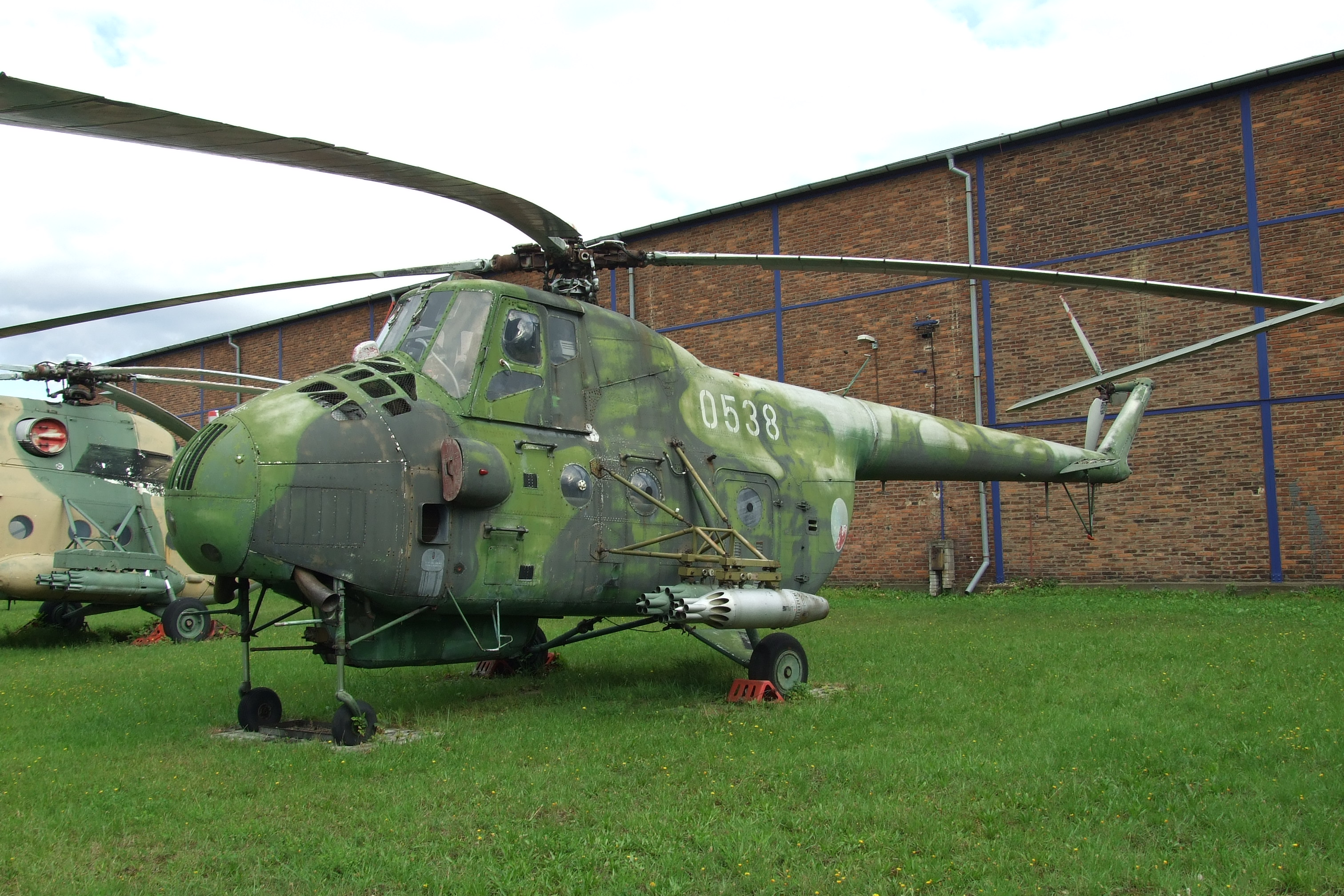
Mil Mi-4 usado por la Fuerza Aérea Checoslovaca expuesto el Museo de Aviación de Praga con lanzacohetes en los laterales.

Afganistán18 adquiridos para la Real Fuerza Aérea Afgana desde 1963, retirándose el último de servicio en 1997.
 Albania
 República Democrática Alemana
 Argelia
 Angola
 Bulgaria
 Camboya
 Corea del Norte
 China
 Cuba
 Checoslovaquia
 Egipto
 Finlandia3 unidades en servicio entre 1962-1979
 Guinea-Bisáu
 Hungría
 India
 Indonesia
 Irak
 Kirguistán
 Mali
 Mongolia
 Polonia
 Rumania
 Somalia
 Unión Soviética
 Tayikistán
 Siria
 Sudán
 Vietnam
 Yemen
 Yugoslavia

## Especificaciones (Mi-4A)

### Características generales
- Tripulación: 1 o 2 pilotos.
- Capacidad: 16 pasajeros.
- Carga: 1600 kg (3526,4 lb)
- Longitud: 26,8 m (87,9 ft)
- Diámetro rotor principal: 21 m (68,9 ft)
- Altura: 4,4 m (14,4 ft)
- Peso vacío: 5500 kg (12 122 lb)
- Peso cargado: 7150 kg (15 758,6 lb)
- Peso máximo al despegue: 7550 kg (16 640,2 lb)
- Planta motriz: 1×  Shvetsov ASh-82V.
  - Potencia: 1250 kW (1723 HP; 1700 CV)

### Rendimiento
- Velocidad máxima operativa (Vno): 185 km/h (115 MPH; 100 kt)
- Alcance: 500 km (270 nmi; 311 mi)
- Techo de vuelo: 5500 m (18 045 ft)

### Desarrollos relacionados
- Harbin Z-5

### Aeronaves similares
- Sikorsky H-19
- Sikorsky H-34